# Воскресенский, Дмитрий Николаевич (китаевед)
Дми́трий Никола́евич Воскресе́нский (9 сентября 1926, Москва — 26 июля 2017, там же) — советский и российский синолог, литературовед, переводчик с китайского, кандидат филологических наук (1963), доцент МГУ им. М. В. Ломоносова (Институт стран Азии и Африки), профессор Литературного института им. А. М. Горького.

## Биография
Родился в семье инженера-химика Николая Дмитриевича Воскресенского.
В 1945 году окончил с отличием Авиационный приборостроительный техникум. В том же году поступил в Военный институт иностранных языков, где выбрал китайский язык. Среди его учителей были профессор Илья Михайлович Ошанин (он же тесть), автор «Большого китайско-русского словаря», Лев Залманович Эйдлин, Василий Михайлович Алексеев, В. С. Колоколов.
После института преподавал китайский язык в армии. В 1956 году окончил аспирантуру филфака МГУ, потом уехал в Китай, где в 1959 году окончил аспирантуру Пекинского университета (филологический факультет).
С 1956 года преподавал в МГУ, одновременно работал в Дипакадемии МИДа, в Институте Дальнего Востока, в Институте востоковедения, в РГГУ, в Литинституте.
Проходил научные стажировки в Наньянском университете (Сингапур) в 1971-1972 годах, в университете Сока (Япония) в 1979-1980 годах, в Пекинском педагогическом университете (КНР) в 1985-1986 годах.
Член Союза писателей России.

## Работы

### Научные труды
Опубликовал свыше 120 трудов (книг, статей, очерков, рецензий), касающихся проблем китайской литературы и культуры.

### Переводы
- «Проделки праздного дракона», «Сингапурская мозаика. Рассказы», «Сапог бога Эрлана. Старые китайские повести» Фэн Мэнлуна и Лин Мэнчу,
- «Китайская эротическая проза» Ли Юя,
- сборник статей и переводов «Литературный мир средневекового Китая»
- «Неофициальная история конфуцианцев» У Цзинцзы,
- «Под пурпурными стягами» Лао Шэ,
- «Метаморфозы, или Игра в складные картинки» Ван Мэна,
- «Полуночник Вэйян, или Подстилка из плоти» Ли Юя,
- сборник городских повестей «Двенадцать башен»
- эссеистика «Случайное пристанище для праздных дум» Ли Юя,
- фрагменты романа «Чудотворные горы» Гао Синцзяня.

## Награды
Лауреат Государственной премии Китая «За выдающийся вклад в развитие культурных связей КНР с зарубежными странами, за переводы и создание книг о Китае».